# Alonso de Herrera
Alonso de Herrera (* um 1500 in Spanien; † 1534 südlich des Río Guaviare in Kolumbien) war ein spanischer Konquistador und vorübergehend Gouverneur der Provinz Paria.

## Mexiko
Alonso de Herrera war ein Gefolgsmann des Konquistadors Diego de Ordáz während der Eroberung Mexikos unter Hernán Cortés. Als Mitglied von Ordáz' Hueste kämpfte er am 25. März 1519 bei der Schlacht von Cintla in Tabasco gegen die Mayakrieger, überlebte die Noche Triste und nahm an der Eroberung Tenochtitlans teil.

## Erkundung des Orinoko und Gouverneur von Paria

### 1531–1532 Bei der Entdeckung des Orinoko
Bei der Erstbefahrung des Rio Orinoko unter der Führung von Diego de Ordáz bekleidete Herrera das Amt des Maestre de Campo, des Kommandanten der Fußsoldaten. Am Mittellauf des Flusses erzählten ihnen die Einheimischen von einer goldreichen Provinz Meta im Quellgebiet des Orinoko. Die Expedition endete jedoch an den Katarakten von Atures, die sie mit ihren Schiffen nicht überwinden konnten.

### Gouverneur der Provinz Paria
Nach dem Tod von Ordáz – der eigentlich Gouverneur der Inseln in der Amazonasmündung war, aber stattdessen, vielleicht aufgrund einer Verwechslung, das Mündungsgebiet des Orinoko in Besitz genommen hatte, die von den Einheimischen so genannte Region Paria – trat Herrera seine Nachfolge an. Dabei geriet er in Konflikt mit dem Gouverneur der Insel Trinidad, Antonio Sedeño, der ebenfalls das – seiner Insel unmittelbar gegenüberliegende – Gebiet von Paria für sich beanspruchte. Sedeño setzte Herrera gefangen, wurde aber von der Real Audiencia in Santo Domingo zur Freilassung Herreras aufgefordert, der daraufhin von der Audiencia auch offiziell zum Gouverneur der neugeschaffenen Provinz Paria ernannt wurde, die sich nach Westen bis zum Kap Maracapaná ausdehnte. 1534 musste er die Gouverneurswürde an Hierónimo Dortal übergeben, der von der Krone Spaniens zum neuen Gouverneur Parias ernannt worden war. Weil Herrera und Dortal, beide langjährige Gefolgsleute von Diego de Ordáz, in der Folge zusammenarbeiteten, ist es möglich, dass Herrera nur „die Stellung gehalten“ hatte, bis Dortal mit den Ernennungsurkunden – und einem gut ausgerüsteten Konquistadorenheer – aus Spanien zurückkam. Zusammen nahmen sie die Suche nach der „Provinz Meta“ wieder auf.

### 1534 Suche nach der Provinz Meta am Oberlauf des Orinoko
Dortal schickte Herrera mit dem Großteil des Heeres, 200 Mann, 22 Pferden und mehreren leichten Booten den Orinoko flussaufwärts. Statt, wie vereinbart, hinter dem Orinokodelta einen Stützpunkt zu errichten und auf Dortal zu warten, unternahm Herrera den Konquistazug auf eigene Faust. Nach Überwindung der Katarakte erkundete er als erster Europäer den Rio Guaviare, den längsten und wasserreichsten Nebenarm nach der Einmündung Rio Orinoko. An einer nicht genau festzumachenden Stelle gingen die Konquistadoren auf der Suche nach indigenen Siedlungsgebieten an Land und wurden sofort in Kämpfe mit einem Karib sprechenden Volk verwickelt. Als Dolmetscherin bei Karib -Völkern hatten sie die Spanisch sprechende Karibin Catalina de Perálvarez – so ihr christlicher Name – mitgenommen. Nach Auffassung Herreras und seiner Leute führte sie die immer verzweifelteren Konquistadoren jedoch bösartig im Kreis herum.

### Tod und Charakterisierung
Aus Rache für ihren vermeintlichen Betrug ließ Alonso de Herrera die Karibin Catalina an einem Baum erhängen. Herrera, der als „finster und einzelgängerisch“ beschrieben wird und „als exzellenter Krieger“ der sich jedoch „besser darauf verstand, die Eingeborenen zu töten, als sie für sich zu gewinnen“, überlebte Catalina nur um wenige Tage. Bei einem Überraschungsangriff, bei dem zum Teil vergiftete Pfeile verschossen wurden, wurden er und 90 seiner Begleiter tödlich verwundet. Herrera starb nach dreitägiger Agonie am Pfeilgift, die Überlebenden seiner Hueste kehrten an die Küste zurück.